# Rolf Heinzmann
Rolf Heinzmann es un deportista suizo que compitió en esquí alpino adaptado. Ganó catorce medallas en los Juegos Paralímpicos de Invierno entre los años 1980 y 2002.

## Palmarés internacional
| Juegos Paralímpicos | Juegos Paralímpicos      | Juegos Paralímpicos | Juegos Paralímpicos   |
| Año                 | Lugar                    | Medalla             | Prueba                |
| ------------------- | ------------------------ | ------------------- | --------------------- |
| 1980                | Geilo (Noruega)          | Medalla de oro      | Eslalon 3A            |
| 1980                | Geilo (Noruega)          | Medalla de oro      | Eslalon gigante 3A    |
| 1984                | Innsbruck (Austria)      | Medalla de oro      | Descenso LW6/8        |
| 1984                | Innsbruck (Austria)      | Medalla de oro      | Eslalon LW6/8         |
| 1984                | Innsbruck (Austria)      | Medalla de oro      | Combinada LW6/8       |
| 1994                | Lillehammer (Noruega)    | Medalla de plata    | Supergigante LW6/8    |
| 1998                | Nagano (Japón)           | Medalla de oro      | Descenso LW6/8        |
| 1998                | Nagano (Japón)           | Medalla de oro      | Eslalon LW6/8         |
| 1998                | Nagano (Japón)           | Medalla de oro      | Eslalon gigante LW6/8 |
| 1998                | Nagano (Japón)           | Medalla de oro      | Supergigante LW6/8    |
| 2002                | Salt Lake City (EE. UU.) | Medalla de oro      | Descenso LW6/8        |
| 2002                | Salt Lake City (EE. UU.) | Medalla de oro      | Eslalon gigante LW6/8 |
| 2002                | Salt Lake City (EE. UU.) | Medalla de oro      | Supergigante LW6/8    |
| 2002                | Salt Lake City (EE. UU.) | Medalla de plata    | Eslalon LW6/8         |